# Christus Victorkerk ('s-Hertogenbosch)
De Christus Victorkerk was een hervormd kerkgebouw in de Noord-Brabantse stad 's-Hertogenbosch. De kerk was gelegen aan de Heerendonklaan.

## Geschiedenis
De Hervormden beschikten weliswaar over de Grote Kerk in het stadscentrum maar stadsuitbreidingen in westelijke richting deden de behoefde gevoelen om een tweede Hervormde kerk te stichten. Deze werd gebouwd in 1963-1964 te Deuteren. Architect was G. van Setten. Er werden naast hervormde ook gereformeerde kerkdiensten gehouden. 
In 1974 vond alweer de laatste kerkdienst plaats. In 1976 werd de kerk verkocht aan de Rijksgebouwendienst. Hier vestigde zich de Rijksgeneeskundige Dienst.
In 1995 werd de voormalige kerk gesloopt. Op de plaats waar de kerk had gestaan kwam een wooncomplex. Dit werd les deux terrains genoemd, naar een (foutieve) naamsverklaring voor Deuteren.